# Miloš Zlámal
Miloš Zlámal (30. prosince 1924, Zborovice (u Kroměříže) – 22. června 1997, Brno) byl
světoznámý český matematik, profesor Vysokého učení Technického v Brně, zakladatel matematické teorie metody konečných prvků, která je základem většiny současných výpočetních metod pro řešení diferenciálních rovnic v řadě technických oborů, jakými jsou mechanika kontinua, termika, elektromagnetismus a řada dalších.

## Životopis
Miloš Zlámal se narodil ve Zborovicích (u Kroměříže), brzy po jeho narození se rodina přestěhovala do Brna. Pětitřídní chlapeckou školu vychodil v Brně (1931-36). Studium 3. reálného gymnázia s českým jazykem vyučovacím v Brně zakončil maturitou až po válce 15. září 1945, protože v letech 1944-45 byl totálně nasazen
na práce v německém Breslau (nyní Vratislav).

### Studium
V letech 1946-49 vystudoval obor matematika a fyzika na Přírodovědecké fakultě Masarykovy univerzity v Brně, 10. února 1949 obhájil rigorózní práci a získal titul RNDr. Již během studia byl asistentem Ústavu matematiky Vysoké školy technické Dr. E. Beneše v Brně (nyní VUT v Brně).
V letech 1950-51 byl aspirantem (tzv. vědecká příprava) v Matematickém ústavu Československé akademie věd.

### Zaměstnání
Po absolvování základní vojenské služby nastoupil jako odborný asistent na Přírodovědeckou fakultu MU (tehdy Univerzity v Brně). V roce 1955 získal vědeckou hodnost kandidáta věd (CSc.) na MÚ ČSAV v Praze a 1. 6. 1956 byl jmenován docentem na PřF Univerzity v Brně.
V roce 1961 přestoupil na Fakultu strojní VUT, kde se stal vedoucím Laboratoře počítacích strojů. Funkci ředitele laboratoře, později přetvořené na Oblastní výpočetní centrum, zastával od roku 1963 celých 27 let.
V roce 1963 získal vědeckou hodnost doktora věd (DrSc.) a v roce 1965 byl jmenován profesorem matematiky. V roce 1981 byl jmenován členem korespondentem ČSAV a v letech 1983-92 zastával funkci předsedy Vědeckého kolegia matematiky ČSAV. O jeho mimořádných kvalitách svědčí i skutečnost, že ačkoliv nikdy nebyl členem KSČ, tyto významné funkce mohl vykonávat i v době normalizace.
Začátkem roku 1990 přešel na Katedru matematiky Fakulty strojní, kde i po odchodu do důchodu pracoval až do své smrti 22. června 1997.
Profesor Zlámal byl od roku 1951 ženatý, s manželkou Ludmilou rozenou Vichrovou (*1928) vychovali dva syny Iva (*1954) a Martina (*1963).

## Vědecké dílo
Profesor Zlámal publikoval celkem 72 původních vědeckých prací,
které lze rozdělit do několika tematických oblastí. V prvním období (1948-57) od své rigorózní práce se zabýval teorií obyčejných diferenciálních rovnic, studoval zejména jejich asymptotické vlastnosti. V letech 1957-65 se zabýval parciálními diferenciálními rovnicemi, studoval zejména vliv malého parametru u nejvyšší derivace na typ rovnice.
Po přechodu na techniku se začal zabývat numerickými metodami řešení těchto rovnic. Jako ředitel laboratoře se zajímal o metody, které inženýři využívali při svých výpočtech. Prostřednictvím inženýra Jiří Kratochvíla se tak seznámil s praxí nové numerické metody výpočtu řešení diferenciálních rovnic zvanou metoda konečných prvků. V roce 1968 mu vyšel článek,
ve kterém na okrajové úloze pro biharmonickou rovnici položil základy matematické teorie metody konečných prvků. Tento článek vzbudil neobyčejný světový ohlas. Metodě konečných prvků se věnoval až do své smrti.
Kolem profesora Zlámala se v laboratoři utvořila tvůrčí skupina matematiků, inženýrů a programátorů (A. Ženíšek, J. Nedoma, V. Kolář, J. Kratochvíl, F. Leitner, L. Holuša a další); tzv. brněnská škola MKP, která stála na špičce světového výzkumu v této oblasti. Vedle řešení teoretických problémů řešili i technické úlohy pro Žďárské strojírny, ČKD Blansko a další podniky.
Teorii metody konečných prvků rozvíjel různými směry: zakřivené konečné prvky, přechodové prvky, konvergence a superkonvergence metody. Metoda konečných prvků byla adaptována pro řešení eliptických, parabolických, hyperbolických rovnic, rovnic čtvrtého řádu, i rovnic pro úlohy technické praxe: například výpočty mechaniky kontinua, elektromagnetického pole, polovodičů i úloh s pohyblivou hranicí.
Profesor Zlámal se metodě konečných prvků věnoval nejen po teoretické stránce, navrhl a realizoval řadu nových variant metody, které rozvinul až do tvaru efektivních numerických algoritmů, kterými lze řešit úlohy technické praxe. Na druhé straně se snažil své teoretické výsledky ověřit také konkrétními numerickými výpočty.

## Další pole působnosti
Profesor Zlámal založil a od roku 1962 do své smrti vedl vědecký Seminář z numerických metod, ve kterém se scházeli matematikové s inženýry. V redakční radě časopisu Aplikace matematiky působil v letech 1956-92. Pod jeho vedením se Laboratoř počítacích strojů na VUT v Brně později přetvořená na Oblastní výpočetních centrum stala nejvýznamnější institucí tohoto typu v zemi a sehrála klíčovou roli při zavádění výpočetních metod a počítačů do praxe nejen v rámci VUT, ale také v rámci výzkumných ústavů a výrobních závodů. V postgraduálních kurzech numerických metod vychoval nejen řadu odborníků v oblasti tvorby výpočetních programů a využití numerických metod ale i generaci inženýrů, kteří začali využívat numerické výpočty ve své konstrukční i vědecké práci. V období normalizace v laboratoři zaměstnával také odborníky, kteří z politických důvodů nemohli najít práci ve svém oboru.
Na fakultě strojní VUT s profesorem Alexandrem Ženíškem, docentem Zdeňkem Karpíškem a dalšími vytvořil nový velmi úspěšný studijní obor Matematické inženýrství.

## Ocenění
Profesor Miloš Zlámal získal řadu medailí a vyznamenání VUT v Brně, JČSMF, univerzit v Brně, Praze, Olomouci, včetně čestného doktorátu Technische Universitat Dresden (1984). V roce 1974 mu prezident republiky udělil
Státní cenu Klementa Gottwalda. Jeho článek z roku 1969, který patří k nejcitovanějším v oblasti MKP, mu přinesl pozvání k tolika přednáškovým pobytům, že většinu z časových důvodů musel odmítnout. V letech 1964 a 1981 přednášel v USA, v roce 1986 v Číně.

### Související článek
- Metoda konečných prvků